# Kepler-10
Kepler-10 ist ein sonnenähnlicher Stern der Spektralklasse G im Sternbild Drache, knapp 610 Lichtjahre von der Erde entfernt. Er wird von mindestens drei Exoplaneten umkreist.

## Planetensystem
Forscher des Kepler-Teleskops haben zwei Planeten gefunden, die den Stern umkreisen. Das Teleskop konnte dabei mittels Transitmethode die reduzierte Helligkeit des Sterns messen, wenn die Planeten von der Erde aus gesehen vor ihrem Stern vorbeiziehen.
Der innere Planet, Kepler-10b, wurde 2011 entdeckt und ist der erste gesicherte Gesteinsplanet, der außerhalb des Sonnensystems gefunden wurde. Er umkreist den Stern mit einer Periode von 20 Stunden und ist mit dem 1,5-fachen des Erdradius etwas größer und mit dem 3,3-fachen der Masse massereicher als die Erde.
Der äußere Planet, Kepler-10c, umkreist den Stern einmal alle 45 Tage. Er hat den 2,2-fachen Erdradius und möglicherweise bis zur 17-fachen Erdmasse. Damit wäre er einer der massereichsten bislang gefundene Gesteinsplaneten. Die Massebestimmung für Kepler-10c wurde 2017 angezweifelt, weswegen die Dichte aktuell umstritten ist. Neuere Arbeiten kommen jedoch wieder zum Schluss, dass die Masse bei über 10 Erdmassen liegt und die Dichte mit etwa 5 g/cm³ entsprechend vergleichbar zur Dichte der Erde wäre.
| Planet | Entdeckung | Masse (in Erdmassen) | Radius (in Erdradien) | Dichte (g/cm³) | Umlauf zeit (Tage) | Große Halbachse (AE) | Bahnneigung (Grad) | Gleichgewichts- temperatur (Kelvin) |
| ------ | ---------- | -------------------- | --------------------- | -------------- | ------------------ | -------------------- | ------------------ | ----------------------------------- |
| b      | 2011       | 3,26 ± 0,30          | 1,47 +0,03−0,02       | 5,6 ± 0,6      | 0,838              | 0,0169 ± 0,0003      | 84,8 +3,2−3,9      | 2188 ± 16                           |
| c      | 2011       | 11,4 ± 1,3           | 2,36 ± 0,02           | 4,8 ± 0,5      | 45,29 ± 0,01       | 0,241 ± 0,002        | 89,62 ± 0,01       | 578 ± 4                             |
| d      | 2023       | 12,7 ± 2,2*          | -                     | -              | 151 ± 0,5          | 0,54 ± 0,01          | -                  | -                                   |